# Veronika Erte

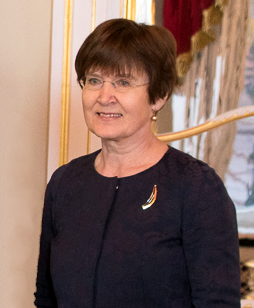
Veronika Erte (2020)

Veronika Erte ist eine lettische Diplomatin.

## Werdegang
Veronika Erte begann ihre Karriere im Auswärtigen Dienst Lettlands im Jahr 1995. Seither bekleidete sie verschiedene Positionen im Außenministerium, unter anderem als Direktorin der Abteilung für europäische Angelegenheiten sowie als Diplomatin in den lettischen Botschaften in Deutschland und Österreich. Von 2008 bis 2013 war sie lettische Botschafterin in Ungarn und Montenegro und lebte in Budapest. Danach war sie im Außenministerium als Botschafterin und Leiterin des Staatsprotokolls im Außenministerium tätig und übte die Aufgaben des Botschafters von Lettland beim Heiligen Stuhl sowie beim Unabhängigen Malteserorden aus. Sie führte die Amtsgeschäfte von Riga aus. Botschafterin war sie von 2015 bis 2017. Seit 2017 ist Veronika Erte lettische Botschafterin in Österreich und ist als Botschafterin in der Schweiz, Liechtenstein und der Slowakei akkreditiert.